# Villa Arnaga
 (juillet 2023).
La villa Arnaga est une villa que fit construire Edmond Rostand à Cambo-les-Bains (Pyrénées-Atlantiques) au début du XXe siècle.
La villa et son parc, propriété depuis 1960 de la commune de Cambo-les-Bains, abritent le musée Edmond Rostand. 
Arraga — modifié en « Arnaga » par Rostand pour sa sonorité — signifie « lieu de pierre » en langue basque.

## Situation
C'est à l'écart de la ville, en direction de Larressore sur la route départementale D 932, que se dresse la villa Arnaga, entourée d'un grand parc et dominant un jardin à la française.

## Histoire

### Edmond Rostand
Edmond Rostand a 32 ans lorsque, mal remis d'une pleurésie contractée pendant les répétitions de L'Aiglon, il loue à Cambo la villa Etchegorria.
À son retour de Paris, où il vient d'être élu à l'Académie française (1901), il achète une parcelle située sur une colline où serpente l'Arraga. Il aménage le terrain et de 1903 à 1906  fait construire la villa, où il écrira Chantecler.
On compte parmi les amis qui participent aux réceptions fastueuses qui s'y déroulent — qui conduiront son propriétaire à la ruine, les droits d'auteur de Chantecler y seront engloutis — le compositeur et pianiste Jules Massenet.
Après la mort de Rostand en 1918, le mobilier et sa bibliothèque sont dispersés, dont en particulier des panneaux anciens et précieux en laque de Coromandel.

### Le musée Edmond-Rostand
La municipalité achète la villa en 1960 pour en faire le musée Edmond-Rostand. 
Gérard Depardieu a fait don au musée de son César reçu en 1991 pour son interprétation dans Cyrano de Bergerac ; il est exposé dans la bibliothèque.
L'établissement a reçu le label Musée de France.

## Le domaine
La villa, la conciergerie pour ses façades et toitures, l’ancien moulin pour ses façades et toitures, les jardins, bosquets et l'orangerie sont classés au titre des monuments historiques par arrêté du 3 février 1995.

### La villa
Il s'agit d'une vaste maison basque que Rostand fit construire par l'architecte Joseph-Albert Tournaire entre 1903 et 1906.
La villa est un des premiers exemples du style néobasque, appelé à un grand succès partout en France.
Un « poème de pierre et de verdure » imaginé par Edmond Rostand pour la maison de ses rêves où la  décoration intérieure est pensée comme un décor de théâtre. En effet, Rostand dessina et décora lui-même les quarante pièces de la villa, sur près de 600 m2 au sol, en divers styles : anglais (pour le hall), chinois (pour le fumoir), Empire, ou encore Louis XVI. Le peintre Gaston La Touche contribua à sa décoration en peignant d'importantes toiles murales.
Elle bénéficiait dès l'origine de l'électricité, d'un calorifère à air chaud et du téléphone.
Sur une plaque au-dessus de la porte d'entrée sont gravés ces mots de Rostand :
Toi qui viens partager notre lumière blonde

Et t'asseoir au festin des horizons changeants,

N'entre qu'avec ton cœur, n'apporte rien du monde

Et ne raconte pas ce que disent les gens.
— quatrain repris (avec de légères variations) vers 1920 par le propriétaire du château de Dampierre-sur-Boutonne.

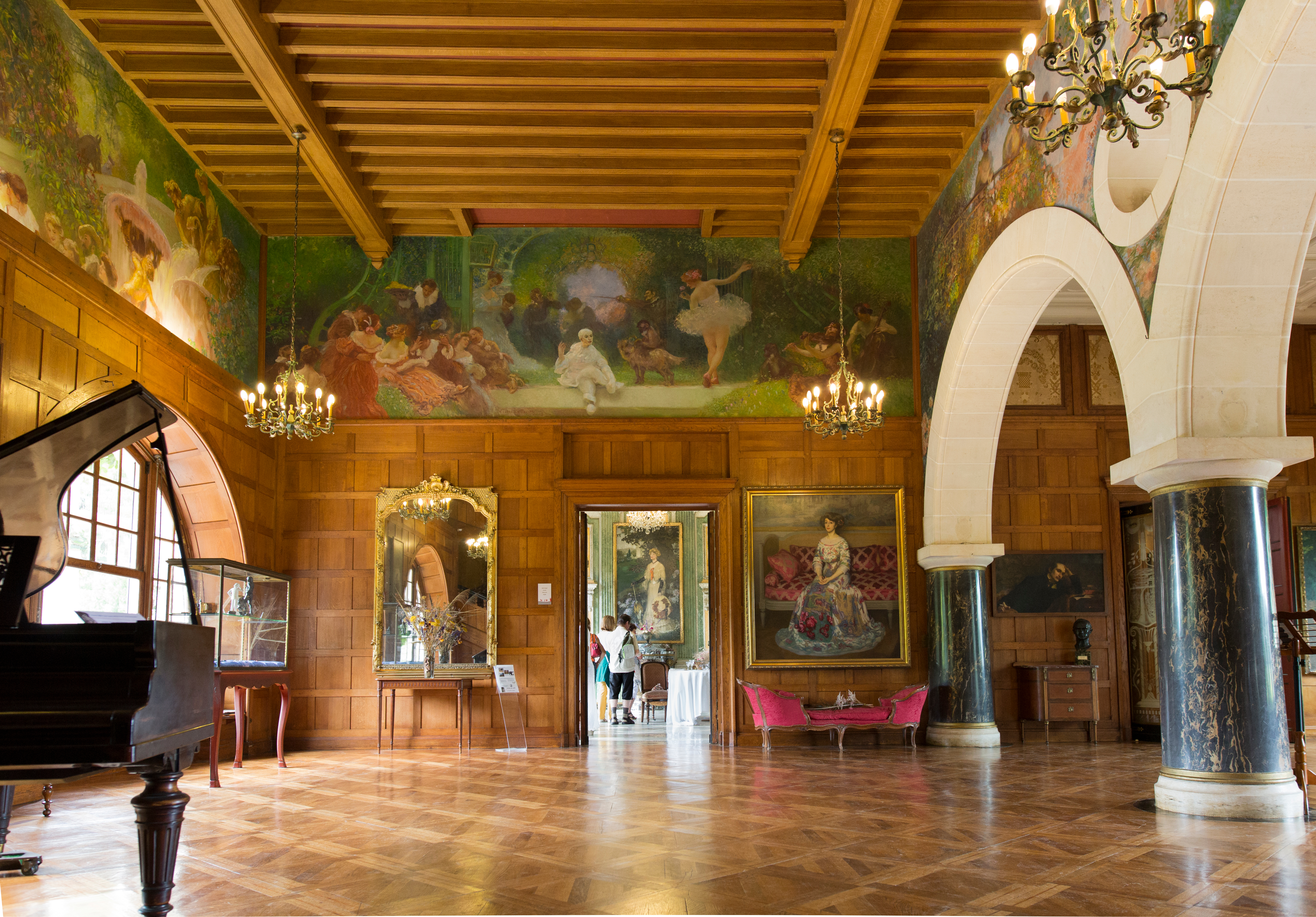
Le hall d'entrée.
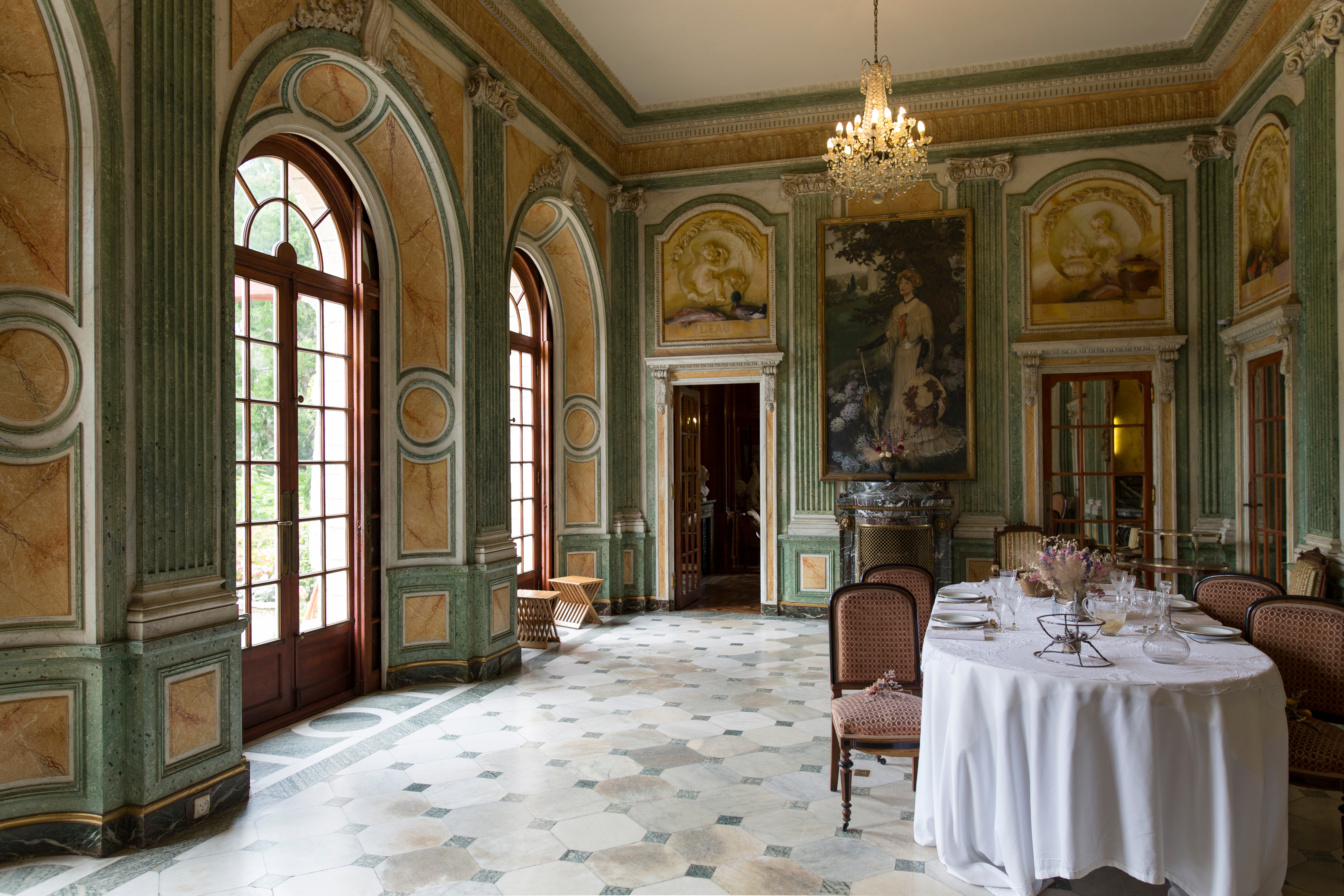
La salle à manger.
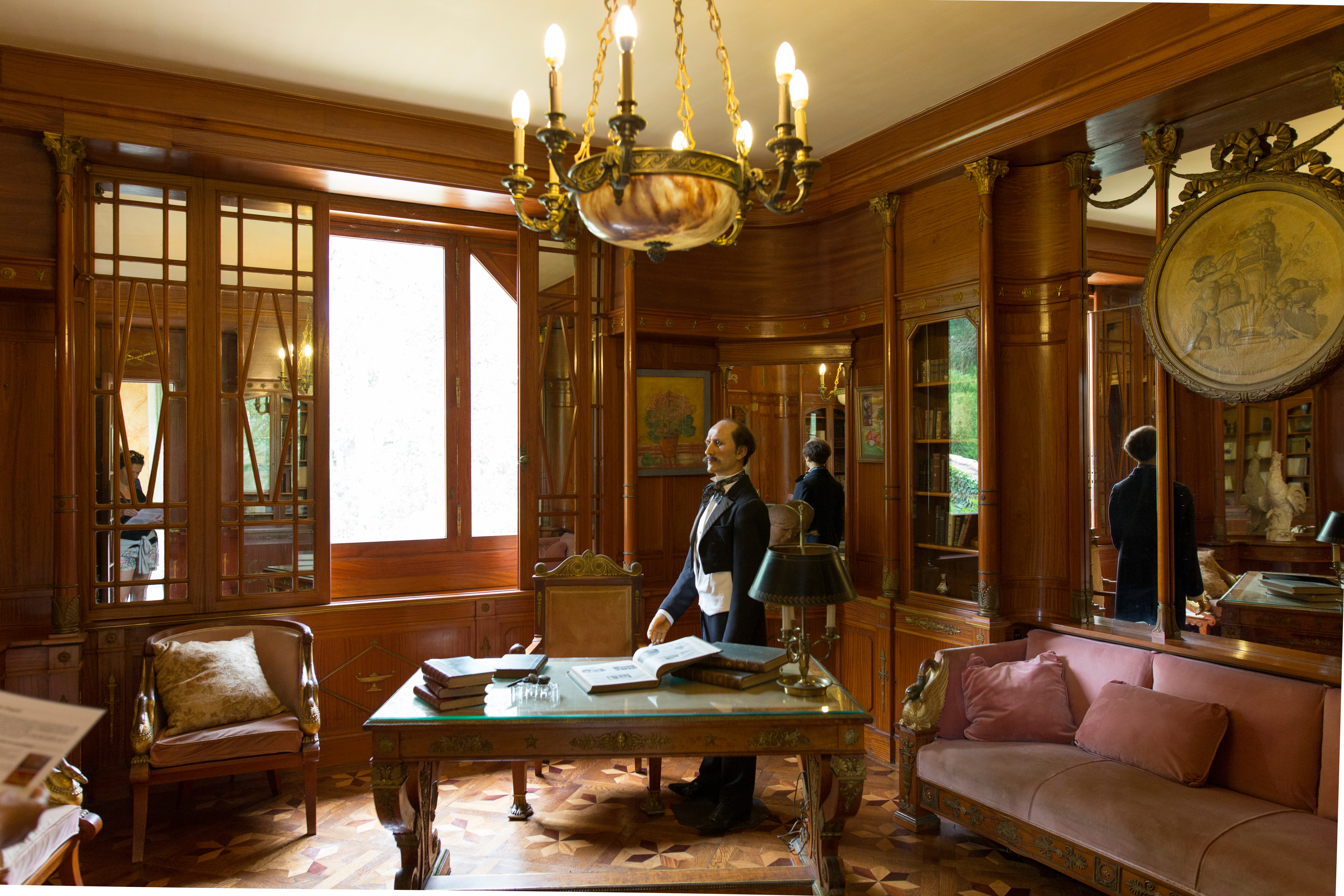
Le bureau.
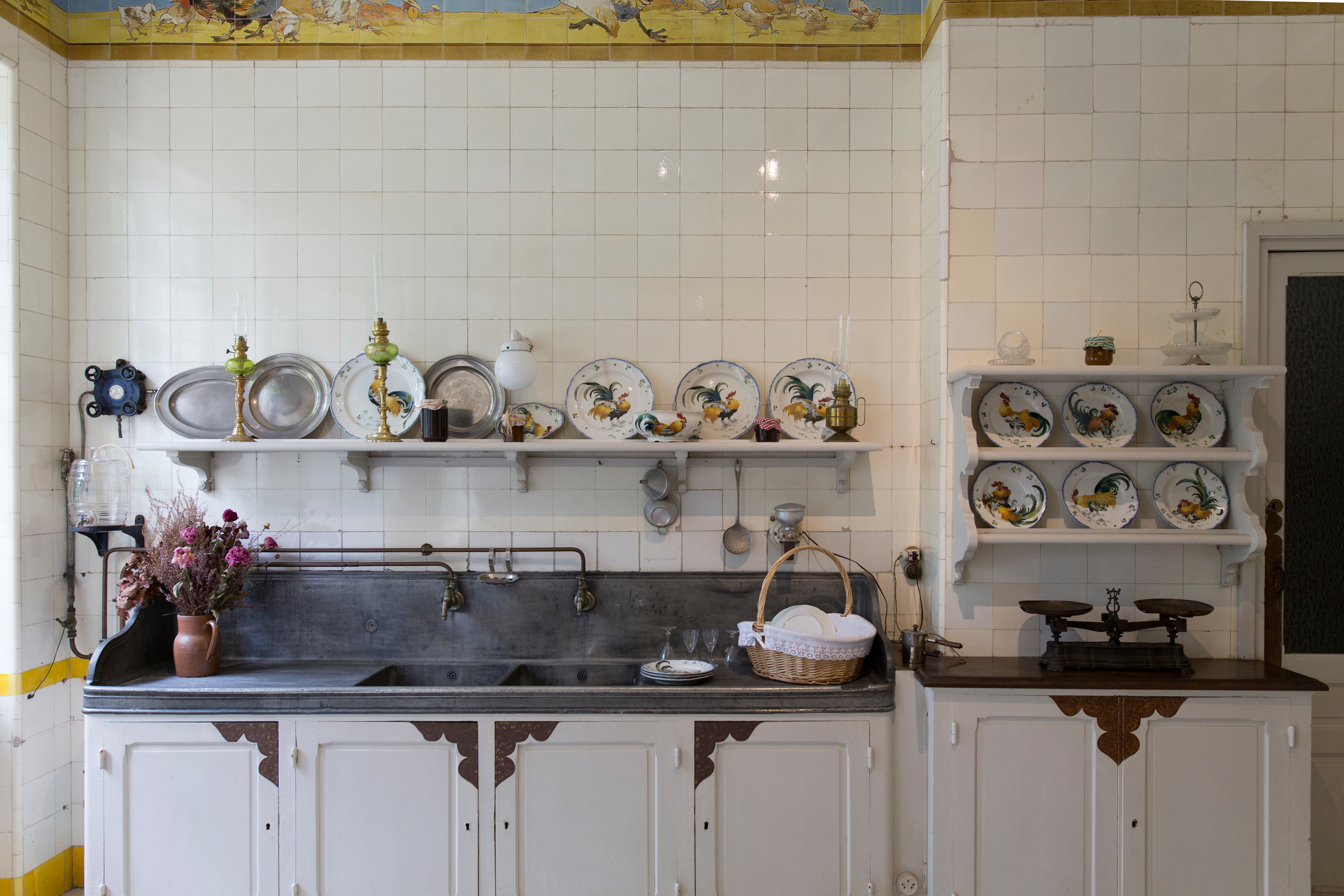
La cuisine.
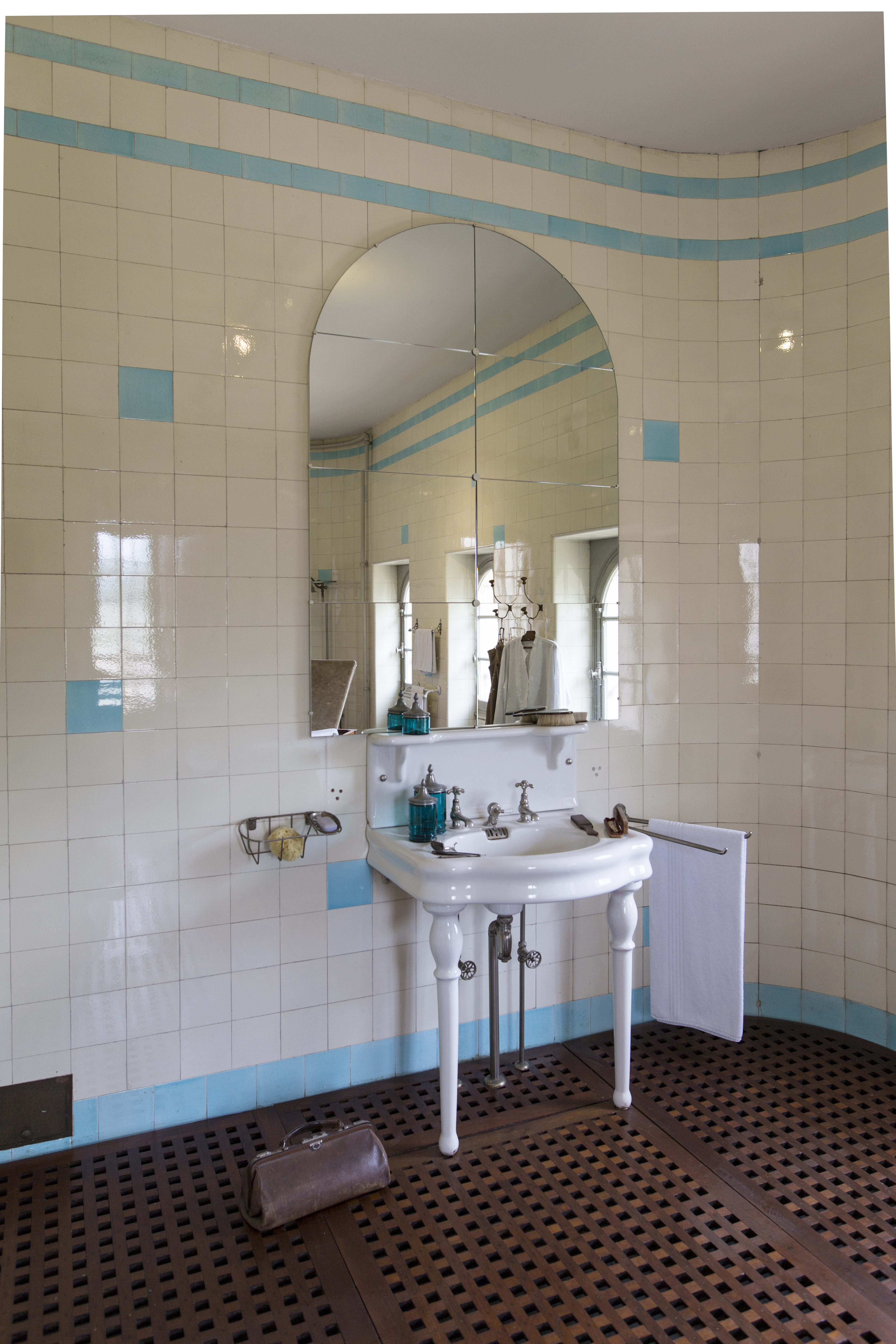
Salle d'eau.
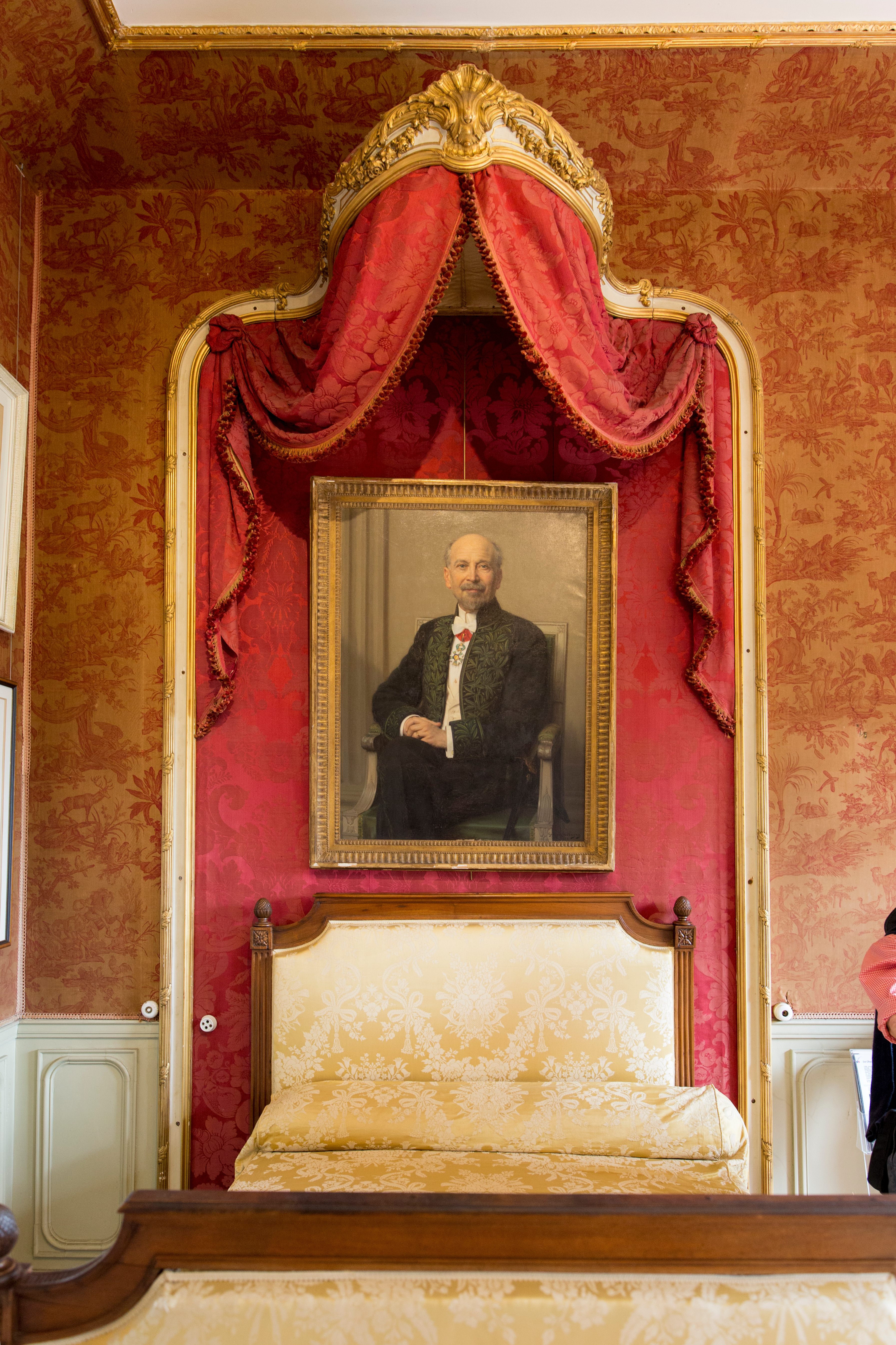
Chambre avec portrait d'Edmond Rostand.

### Les jardins

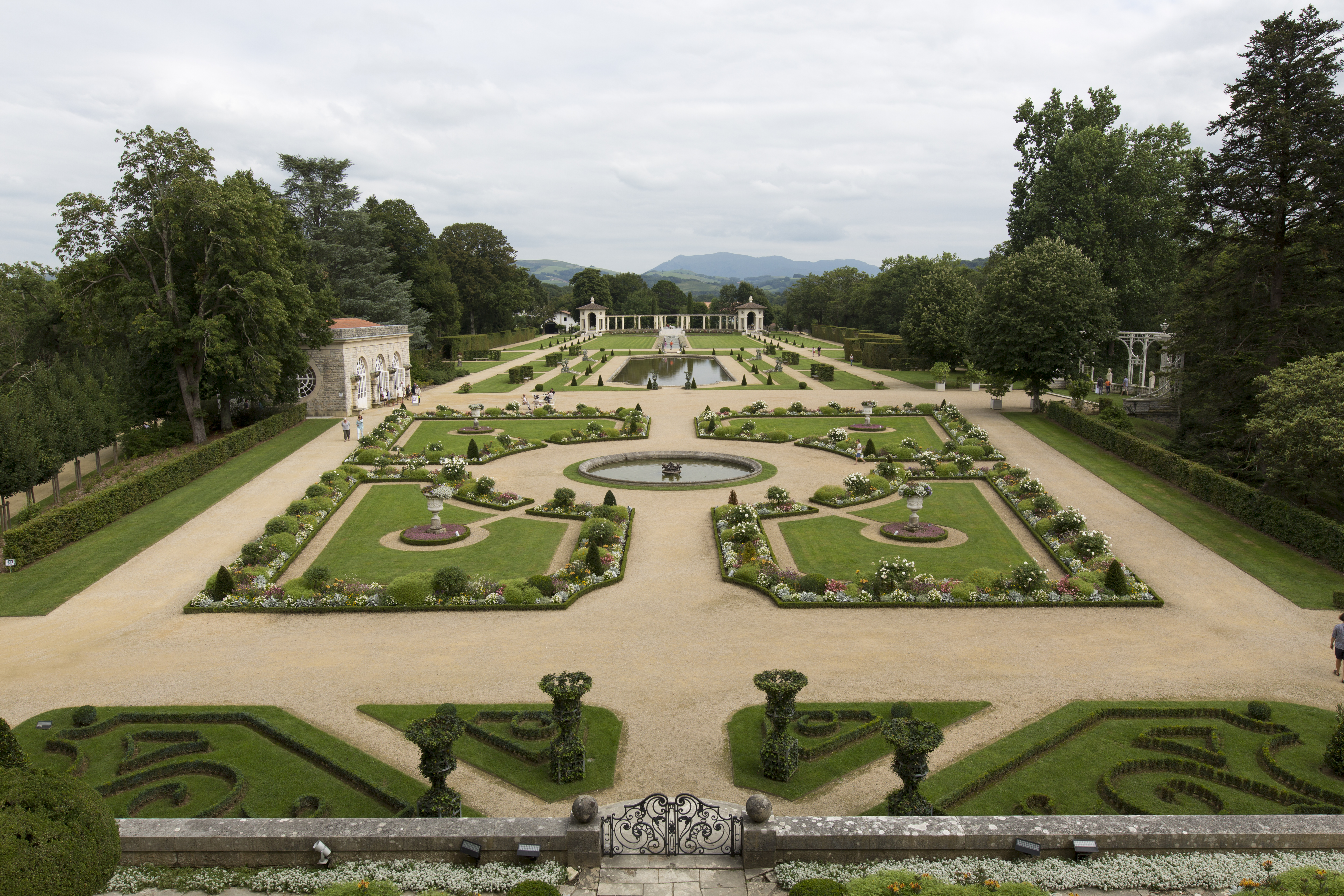
Les jardins à la française.

Dessiné par Rostand lui-même, le parc s'orne de quinze hectares de jardins à la française et à l'anglaise, de pavillons, de bassins et, au bout d'un long canal, d'un grand portique encadré de deux pavillons ouverts symétriques et inspiré du monument qui ferme la perspective du parc du palais de Schönbrunn (Autriche), et d'une orangerie de style classique.
Rénové en 2014, avec la restitution de treillage du « Coin des poètes », l'ensemble, qui comprend le jardin à la française, où un pavillon à pergola se reflète dans une pièce d'eau (et où Rostand recevait ses hôtes du haut d'un balcon en déclamant des vers) et sur la partie arrière, un jardin à l'anglaise, fait partie du conservatoire des Jardins et Paysages, association fondée en 1985, et porte le label de jardin remarquable.
Afin d'embellir son parc et de profiter rapidement de beaux ombrages, Rostand, qui disposait d'importants moyens financiers, fit venir de la forêt de Saint-Pée des chênes têtards centenaires pour les planter dans le parc.

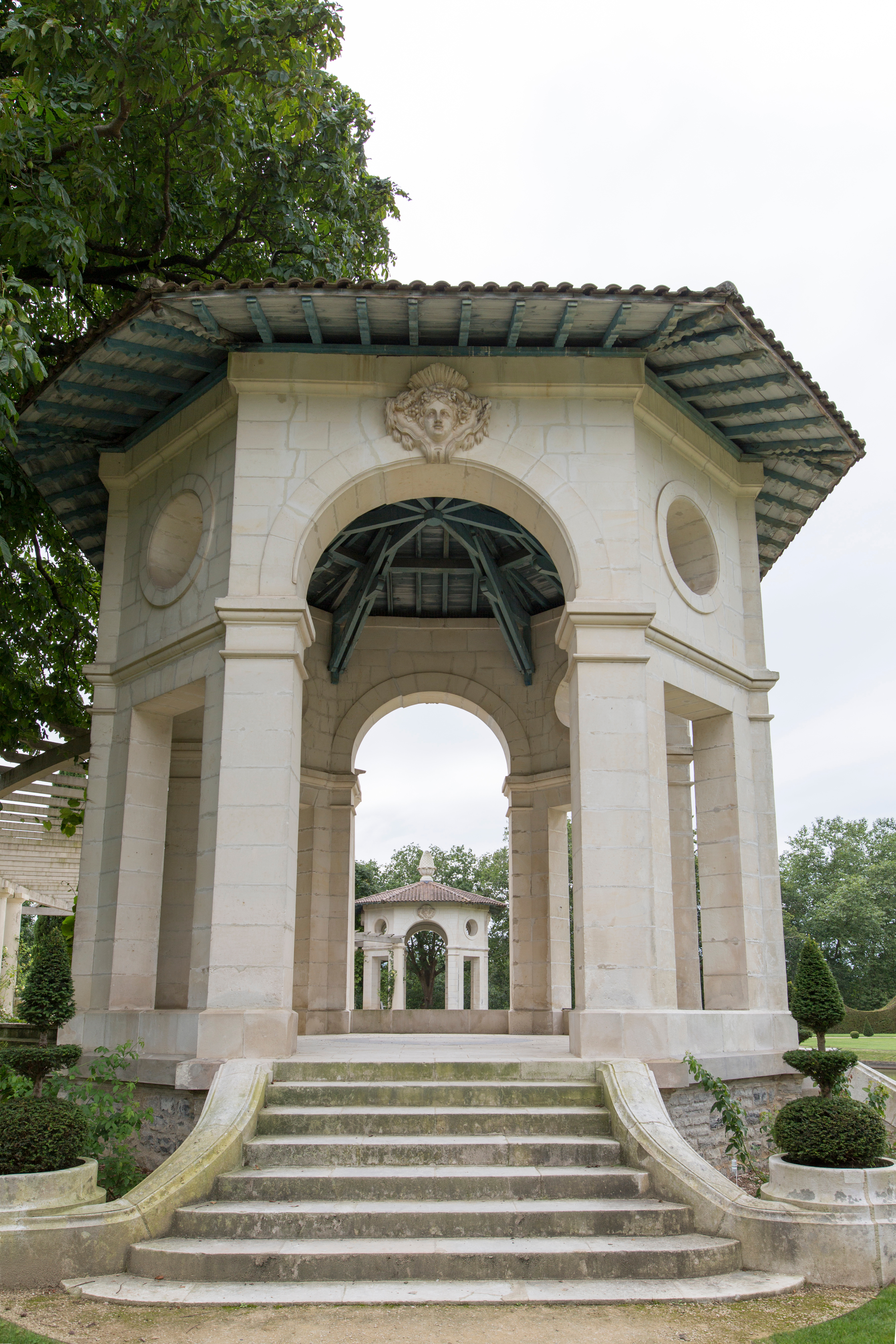
Kiosque.
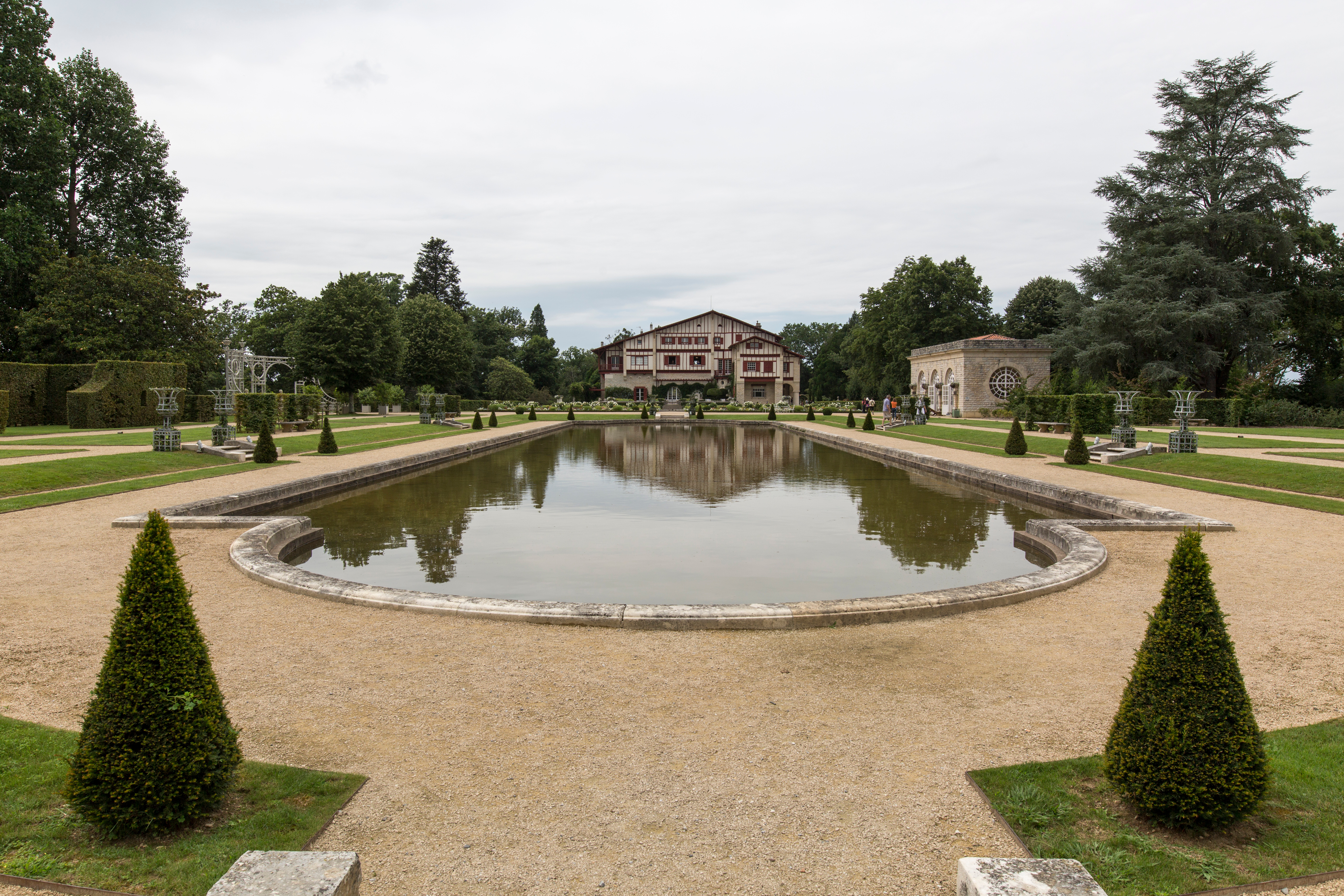
Bassin.
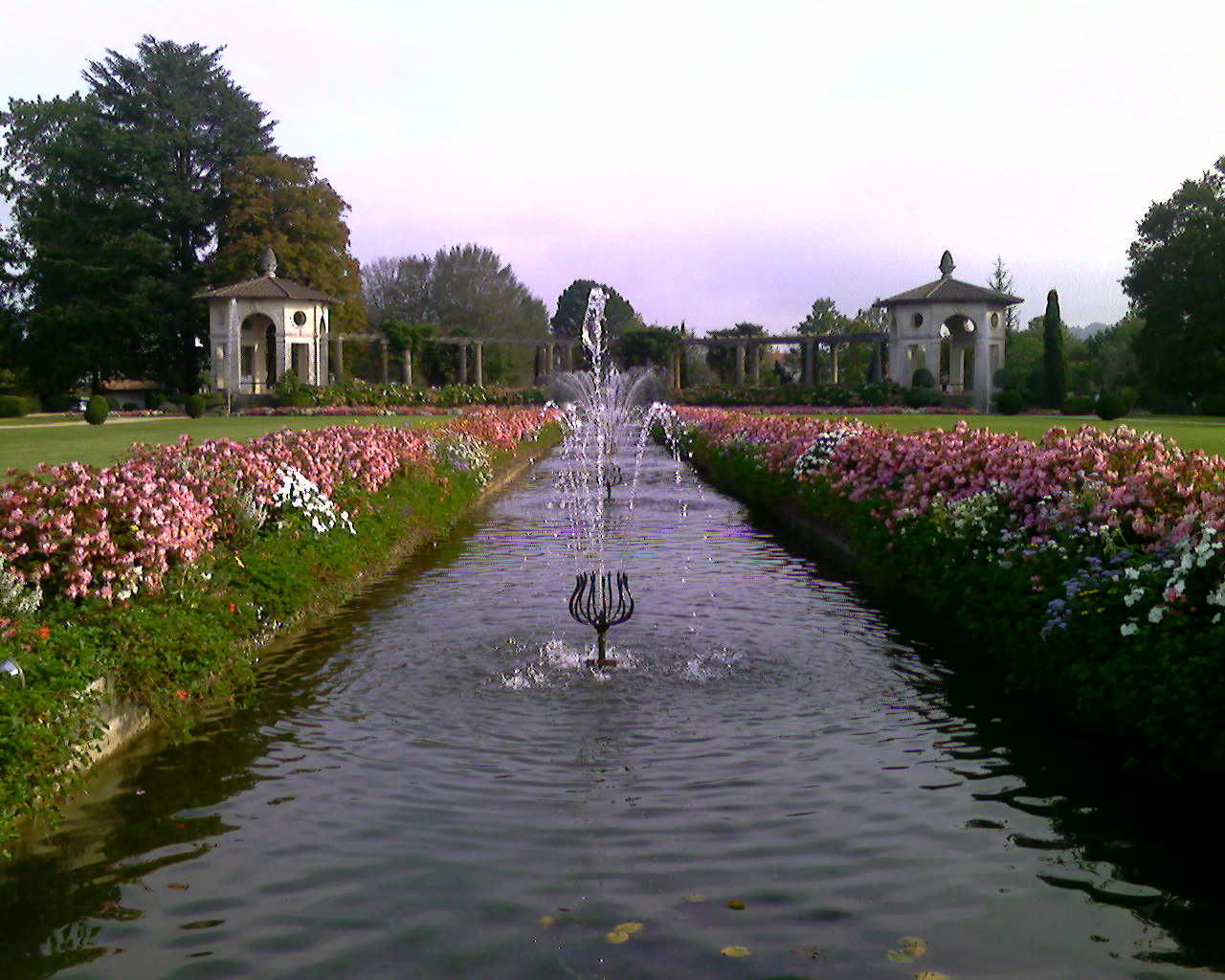
Canal dans les jardins.
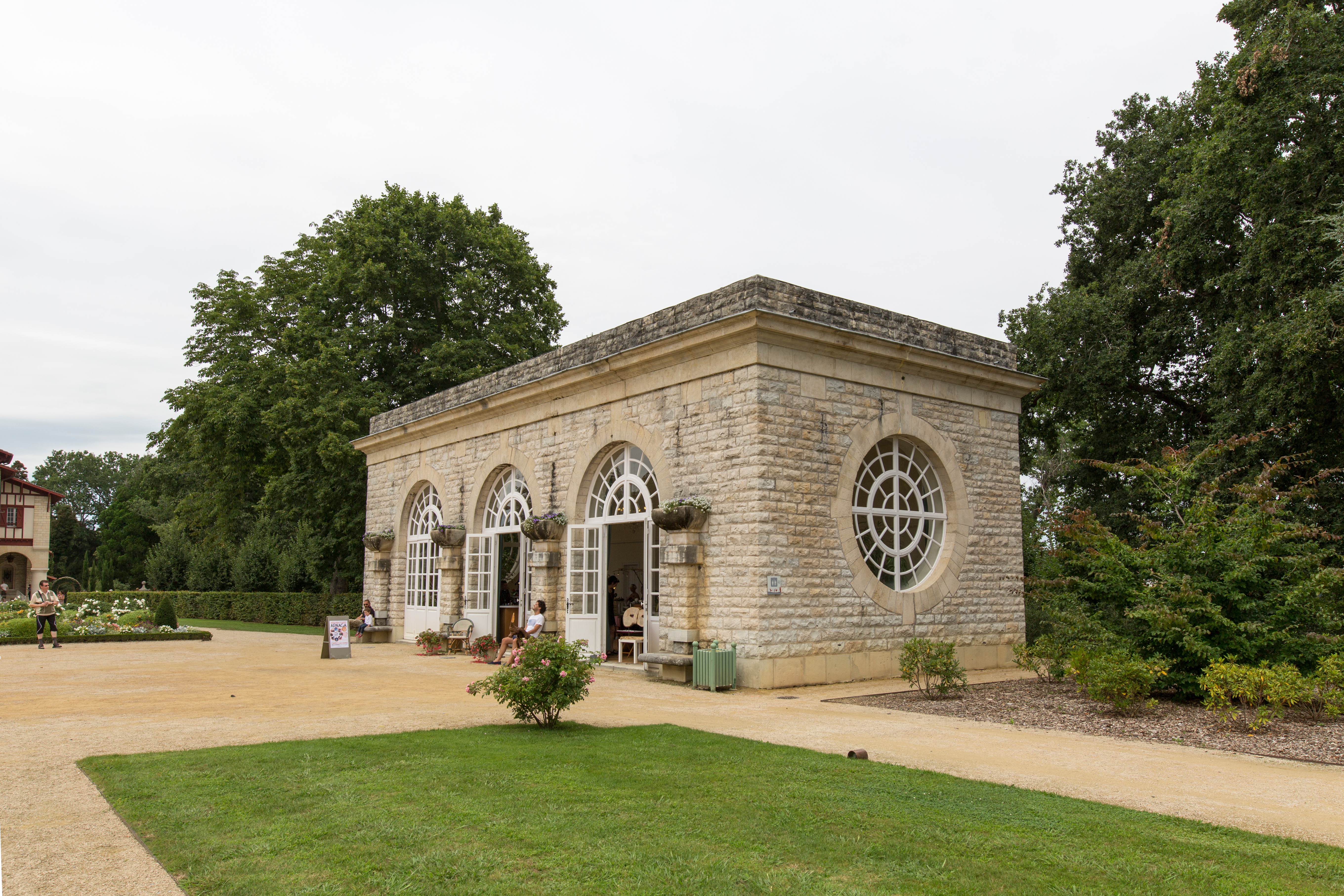
L'orangerie.
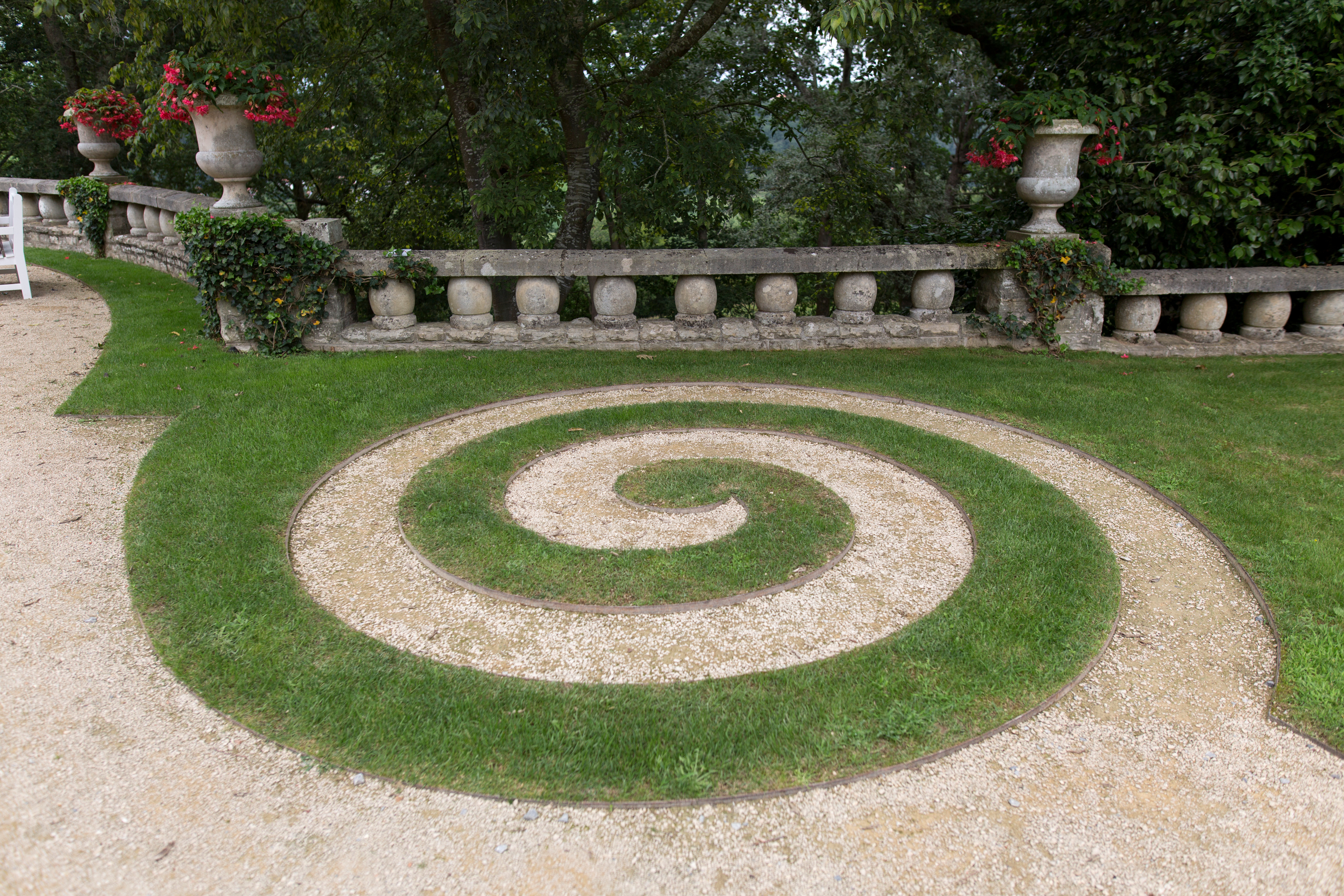
Ornement.